# (6020) Miyamoto
(6020) Miyamoto es un asteroide perteneciente al cinturón de asteroides, región del sistema solar que se encuentra entre las órbitas de Marte y Júpiter, descubierto el 30 de septiembre de 1991 por Kin Endate y el también astrónomo Kazuro Watanabe desde el Observatorio de Kitami, Hokkaidō, Japón.

## Designación y nombre
Designado provisionalmente como 1991 SL1. Fue nombrado Miyamoto en homenaje a Yukio Miyamoto, contribuyó mucho a la popularización de la astronomía y participó en el establecimiento de la Sociedad Astronómica de Kumamoto en 1968. Estudió la forma de fabricar espejos con Jiro Hosino y en 1971 se convirtió en el primer aficionado en hacer al telescopio Wright-Schmidt. Fue fundamental para el establecimiento en 1982 del observatorio de la sociedad, el Observatorio Astronómico Civil de Kumamoto.

## Características orbitales
Miyamoto está situado a una distancia media del Sol de 2,295 ua, pudiendo alejarse hasta 2,513 ua y acercarse hasta 2,078 ua. Su excentricidad es 0,094 y la inclinación orbital 5,010 grados. Emplea 1270,73 días en completar una órbita alrededor del Sol.

## Características físicas
La magnitud absoluta de Miyamoto es 13,9. Tiene 5,32 km de diámetro y su albedo se estima en 0,198. 